# Giulio Rossi
Pour les articles homonymes, voir Rossi.
Giulio Rossi (né le 12 avril 1912 à Locate Triulzi en Lombardie et mort le 21 avril 1974) est un joueur italien de football, qui jouait en tant que milieu de terrain.

## Biographie
Il fait ses débuts footballistiques à la Juventus à l'âge de 15 ans, 9 mois et 29 jours. Il n'y joue qu'un seul match de championnat et de Coupe (ou il inscrit un triplé) lors d'une victioire 15-0 contre Cento.
En 1929, il fait son retour à la compétition pour le club de sa ville natale, le Milan, pendant 7 ans.
Il évolue ensuite pour les équipes de Sampierdarenese, de Liguria, de Modène, de Catane, de l'Udinese et du Cremonese.